# Carlos de Mesquita (compositor)
Carlos de Mesquita (Rio de Janeiro, 23 de maio de 1864 — Paris, 1953) foi um compositor, pianista, organista, professor e maestro brasileiro.

## Biografia
Iniciou seus estudos de música na infância, aprendendo piano e violoncelo com Giovanni Cerrone. Com apenas onze anos, Mesquita se apresentou em público num recital realizado pela Sociedade Filarmônica Fluminense. Executou, com sucesso, o Concerto n. 1, em sol menor, para piano, de Felix Mendelssohn. 
Também ensinou música à sua irmã, Amélia de Mesquita, enquanto ela era criança.
Em 1877 foi levado à França para continuar seus estudos. Matriculou-se no Conservatório de Paris com uma bolsa dada por D. Pedro II. Teve por mestres Antoine-François Marmontel, em piano e Cesar Franck, em órgão. Nos estudos mais avançados de harmonia foi aluno de Émile Durand e em contraponto, fuga e composição tomou aulas com Jules Massenet.